# Pierino contro tutti
Pierino contro tutti é um filme italiano de 1981, dirigido por Marino Girolami. Estreou em Portugal a 9 de Junho de 1982.

## Sinopse
Pierino é um adolescente irrequieto sempre a dizer piadas e a pregar partidas a todos. O seu principal alvo é a professora e um dia acaba por ser suspenso das aulas, o que o leva a preparar uma armadilha à professora que acaba por partir um braço, sendo substituída por outra. E por esta (Michela Miti) Pierino apaixona-se completamente, mas tem a concorrência do professor de Educação Física.

## Elenco
- Alvaro Vitali: Pierino
- Michela Miti: Supplente
- Sophia Lombardo: Maestra Mazzacurati
- Michele Gammino: Professor Celani
- Enzo Liberti: Padre di Pierino
- Riccardo Billi: Nonno di Pierino
- Deddi Savagnone: Madre di Pierino
- Cristina Moffa: Sabrina, sorella di Pierino
- Antonio Spinnato: uomo al cinema
- Alfredo Adami: Alfonso il bidello